# Carry van Bruggen
Carry van Bruggen, pseudoniem van Carolina Lea de Haan (Smilde, 1 januari 1881 – Laren, 16 november 1932) was een Nederlandse auteur en filosofe. Ze schreef ook onder de pseudoniemen Justine Abbing en May. Haar laatste roman, Eva (1927), is een van de bekendste modernistische romans uit de Nederlandstalige literatuur.

## Biografie

### Jonge jaren
Van Bruggen was een van de vele kinderen van Betje Rubens (1852-1912) en de streng orthodox-joodse godsdienstleraar en chazan Izak de Haan (1839-1924). Ze bracht haar jeugd door in Zaandam, waar ze de ULO en de normaalschool bezocht. In 1900 werd ze onderwijzeres in Amsterdam waar een jaar jongere broer, Jacob Israël de Haan, haar in contact bracht met een artistiek milieu. Zo ontmoette zij ook journalist/publicist Kees van Bruggen  (1874-1960), met wie zij in 1904 trouwde en niet veel later naar Nederlands-Indië vertrok.

### Indische periode
Carry van Bruggens schrijversloopbaan begon in Deli, Noord-Oost Sumatra, bij Medan. Hier nam zij al snel rubrieken voor haar rekening in de Deli Courant, waarvan haar echtgenoot hoofdredacteur was. Ook deed zij inspiratie op voor wat later haar eerste roman zou worden: Goenong-Djatti (1909), een verhaal over relationele ontwikkelingen op een plantage. Daarnaast zou ze nog twee Indische werken publiceren: verhalenbundel 'n Badreisje in de tropen (1909) en novelle Een Indisch huwelijk, die in 1916 als feuilleton verscheen en in 1921 in boekvorm. Het echtpaar Van Bruggen kon niet goed aarden in plantersbolwerk Deli en hun kritiek op het gouvernement en de behandeling van 'koelies' maakte hen kwetsbaar. Eind 1905 kreeg Van Bruggen het aan de stok met journalist Karel Wybrands, waarna zij in Indië niets meer publiceerde. Tegelijkertijd raakte haar echtgenoot in steeds meer conflicten verzeild en kreeg zelfs een smaadproces aan zijn broek, tot hij uiteindelijk werd ontslagen.

### Literaire carrière

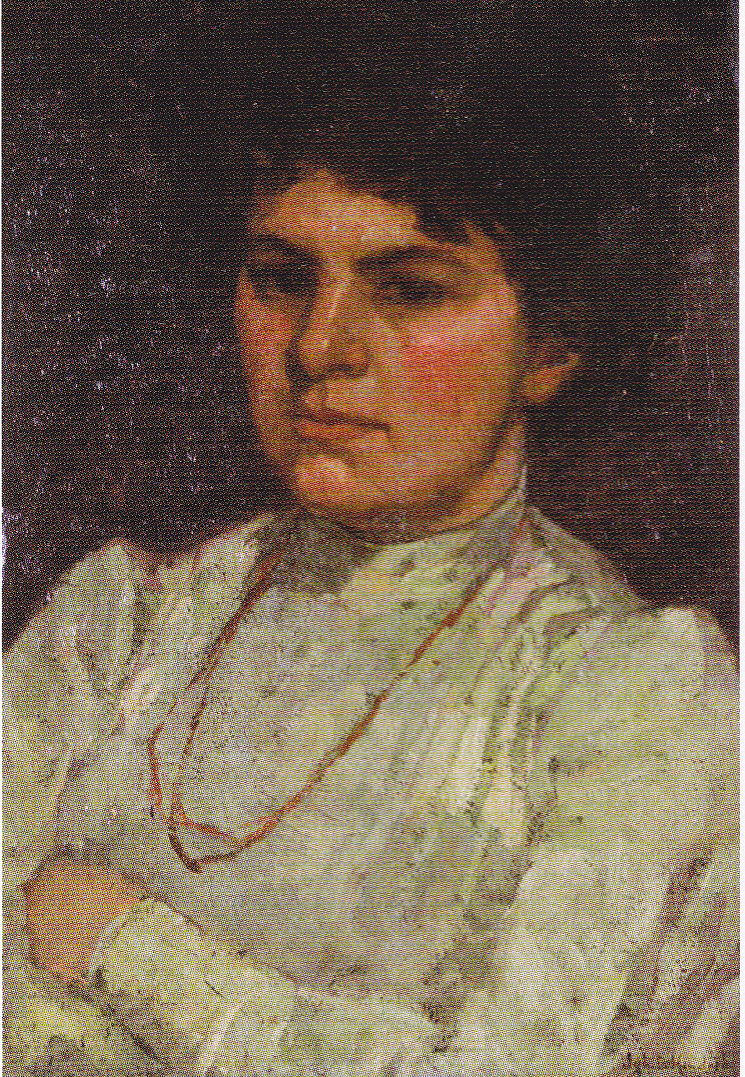
Van Bruggen door J.D. Hendriks (ca. 1920)

In 1907 keerde het echtpaar terug naar Nederland en in datzelfde jaar verscheen Van Bruggens debuutbundel In de schaduw. In de jaren daarop volgden meer werken, geschreven onder invloed van het naturalisme, veelal over het joodse milieu van haar jeugd. Haar beste en meest succesrijke werk uit deze periode was De verlatene (1910). Ook werkte zij als recensente mee aan tal van bladen en ontwikkelde zich tot een verdienstelijk vertaalster; ze vertaalde toneelstukken van Richard Sheridan, Oscar Wilde en George Bernard Shaw en later werk van Alfred de Musset, John Galsworthy, Hugh Walpole en Alexandre Dumas. In 1913 sloeg Van Bruggen een nieuwe weg in met de roman Heleen, waarin het niet langer ging om gedetailleerde sfeertekeningen, maar om de gemoedsbeschrijving.
In 1914 verhuisde het echtpaar Van Bruggen van Amsterdam naar Laren, maar het huwelijk bleek niet duurzaam: hun scheiding werd uitgesproken op 29 december 1916 en ingeschreven op 24 februari 1917. In haar roman Een coquette vrouw (1915) verwerkte zij haar ervaringen van het mislukte huwelijk. Van Bruggen voorzag in het onderhoud van haarzelf en haar twee kinderen door lesgeven, lezingen, recensies en vertalingen. Daarnaast publiceerde ze in 1919 een studie onder de titel Prometheus. Een bijdrage tot het begrip van de ontwikkeling van het individualisme in de literatuur, die tegenwoordig geldt als haar filosofische hoofdwerk. Hierin poogde zij aan de hand van de Prometheusmythe het individualisme in de literatuur te verklaren.
In 1920 trad zij een tweede maal in het huwelijk met kunsthistoricus Adriaan Pit en nam de naam Carry Pit-de Haan aan, al bleef ze schrijven onder de naam Carry van Bruggen. In de eerste jaren van dit huwelijk schreef ze de verhalenbundels Het huisje aan de sloot (1921), Avontuurtjes (1922) en Vierjaargetijden (1924). Het huisje aan de sloot behaalde de prijs van de Haagsche Post, die de Maatschappij der Nederlandse Letterkunde toekende aan het beste boek van dat jaar. In 1925 paste zij de grondgedachte van Prometheus toe op de taal in haar essay Hedendaagsch Fetischisme; een ontmaskering van de eerbied voor taal als distinctiedrift. In haar ogen was nationalisme een vijand van de mensheid; een afkeer die nog sterker werd, nadat haar broer Jacob Israël in 1924 in Jeruzalem werd vermoord door zionistische Hagana-milities. Haar laatste roman, het modernistische Eva (1927), over de moeizame innerlijke groei van een naar vrijheid verlangende vrouw, wordt onder meer vanwege de innovatieve stijl (de hantering van stream of consciousness en wisselende vertelperspectieven) gezien als haar meesterwerk.

### Radio
Op 20 januari 1924 sprak Van Bruggen voor de microfoon van de Nederlandsche Seintoestellen Fabriek en was daarmee de allereerste die voor de Nederlandse radio een toespraak hield; daarvoor was alleen muziek uitgezonden. Haar bijdrage was een succes: tot haar dood zou zij een regelmatige gastspreker blijven.

### Depressie en overlijden
Op 3 april 1928 werd Carry van Bruggen tijdens een lezing onwel en verzonk in een klinische depressie, waaruit zij niet meer kon loskomen. Hierna werd zij regelmatig in verpleeghuizen opgenomen, tot zij half november 1932 overleed aan een longontsteking, opgelopen, nadat ze door een overdosis barbituraten in coma was geraakt. Gezien haar regelmatig gebruik van slaapmiddelen is het niet zeker of het om zelfdoding gaat. Ze ligt – onder haar schrijversnaam Carry van Bruggen – begraven op het algemene gedeelte van het Sint Janskerkhof in Laren.

## Nalatenschap

### Canon van de Nederlandse letterkunde
Carry van Bruggen is opgenomen in de Canon van de Nederlandse letterkunde, die in 2002 door de leden van de Maatschappij der Nederlandse Letterkunde werd omschreven. Als auteur staat zij op plaats 46. In de lijst van Literaire werken staan haar studie Prometheus. Een bijdrage tot het begrip van de ontwikkeling van het individualisme in de literatuur (op 83) en haar roman Eva (op 107).

### Standbeeld
Sinds 1997 staat er ter herinnering aan Carry van Bruggen in de Zaandamse spoorbuurt een bronzen beeld door Helen Frik van een boekenkast met haar werken. Naast het Carry van Bruggenhof in Laren zijn er ook in andere plaatsen (waaronder Apeldoorn, Assen, Castricum, Den Haag, Hoofddorp, Smilde, Utrecht, Wormerveer, Gorinchem, Zoetermeer en Zwolle) straten naar haar vernoemd.

### Postume herdrukken en bloemlezingen
- 1981 - Avontuurtjes, Querido, Amsterdam, Salamanderpocket 508
- 1984 - Aan een draadje, Den Haag, Mikadopers, bibliofiele uitgave (18 pp, 89 exx), eerder verschenen in het Algemeen Dagblad van 11 mei 1918
- 1985 - Carry van Bruggen, Nijgh & van Ditmar, ISBN 978 90 2365616 6
- 2007 - Verhalend proza: De verlatene, Het huisje aan de sloot, Eva, bezorgd door J.M.J. Sicking, Delta/Van Oorschot, Amsterdam
- 2020 - Eva, heruitgave als Salamander Klassieker, Querido
- 2021 - Een coquette vrouw, heruitgave als Salamander Klassieker, Querido, in samenwerking met schrijverscollectief Fix dit

### Vertalingen
- 2022 - Duitse vertaling van Tirol: Tirol Reiseimpressionen, Norderstedt, BoD – Books on Demand, ISBN 978-3-7568-4069-4